# Spider-Man: Shattered Dimensions
Spider-Man: Shattered Dimensions es un videojuego que presenta al superhéroe de Marvel Comics Spider-Man. Spider-Man: Shattered Dimensions combina cuatro universos de Marvel Comics, permitiendo al jugador jugar como cuatro diferentes Spider-Man. Los conocidos actores de voz de Spider-Man Neil Patrick Harris, Christopher Daniel Barnes, Dan Gilvezan, y Josh Keaton le prestan voz a un Spider-Man de cada uno de sus respectivos universos alternos.
El juego gira en torno a un artefacto conocido como la Tabla del Orden y el Caos. Cuando se rompe en pedazos durante una escaramuza entre Spider-Man y Mysterio causa problemas con las realidades múltiples del Universo Marvel. Madame Web pide a las cuatro versiones de Spider-Man de las cuatro realidades para ayudarla a traer las realidades de nuevo en equilibrio: el El Asombroso Spider-Man; Spider-Man Noir, una versión de los años 1930 de Spider-Man; Spider-Man 2099, el Spider-Man de un posible futuro; y Ultimate Spider-Man, el Spider-Man más joven de un presente alternativo que actualmente está unido con un simbionte.

## Sinopsis

### Introducción
Un artefacto conocido como la "Tabla del Orden y el Caos" es fragmentada en pedazos durante una escaramuza entre Spider-Man y Mysterio, causando problemas con varias realidades del Universo Marvel. Madame Web acude a las cuatro versiones de Spider-Man de las cuatro realidades para asistirle en traer las realidades de vuelta en equilibrio: el Asombroso Spider-Man, Spider-Man Noir, una versión de los años treinta de Spider-Man, Spider-Man 2099, el Spider-Man de un posible futuro, y un simbiotizado Ultimate Spider-Man, el más joven Spider-Man de un presente alternativo. Los Spider-Man son informados que los villanos de sus respectivos universos han recibido mayores poderes, debido a los fragmentos de la tableta en su poder. Cada villano que posee un fragmento es otorgado de poder para lograr lo que ellos más desean: derrotar a Spider-Man en su universo respectivo. Cada Spider-Man consigue su primer fragmento de la tabla y se lo regresa a Madame Web. Mientras tanto, Mysterio descubre que el fragmento de la tableta que robó le ha dado verdaderos poderes mágicos.

### Historia
El juego empieza en el universo Asombroso, con el Asombroso Spider-Man evadiendo a Kraven el cazador por su fragmento de la tabla. Cuando el Asombroso Spider-Man enfrenta a Kraven, él usa los poderes del fragmento para conseguir súper velocidad. Asombroso Spider-Man se las arregla para derrotar a Kraven y reclamar el fragmento. El juego se traslada al universo Noir donde Spider-Man Noir se mueve entre las sombras para reclamar un fragmento de Hammerhead, que planea dárselo a su jefe Norman Osborn. Cuando se enfrentan, Hammerhead lo usa para fusionar sus armas a sus brazos. Spider-Man Noir derrota a Hammerhead y toma su fragmento. En el universo 2099, Spider-Man 2099 persigue a Hobgoblin por la ciudad, quien usa el fragmento de la tabla para crear clones de sí mismo. Spider-Man 2099 derrota a Hobgoblin y sus clones y consigue el fragmento. Mientras tanto en el universo Ultimate, Ultimate Spider-Man lucha contra Electro en una presa cercana, donde Electro utiliza el fragmento a crecer más y crear secuaces para luchar contra Ultimate Spider-Man. Ultimate Spider-Man logra que Electro ataque una presa que libera el agua, haciendo cortocircuito los poderes de Electro. Asombroso Spider-Man a continuación, toma su fragmento de la tableta. Mientras tanto, Mysterio descubre que hay más pedazos de la tabla.
De vuelta en el universo Asombroso, Asombroso Spider-Man halla un fragmento en manos del Hombre de Arena en una cantera abandonada propiedad de Roxxon Industries. El Hombre de Arena usa el poder del fragmento para controlar la cantera y crear secuaces, que utiliza para atacar al Asombroso Spider-Man. Asombroso Spider-Man derrota al Hombre de Arena con el uso de agua, recuperando su fragmento. Spider-Man Noir evade al Buitre, el asesinó de su tío Ben Parker través de las calles. Cuando finalmente se enfrenta al Buitre, Spider-Man Noir lo derrota por exponerlo a la luz, a continuación, reclama el fragmento. Spider-Man 2099 cruza un edificio donde Escorpión ha empollado huevos que eclosionan en versiones miniatura de sí mismo. Cuando Spider-Man 2099 lo enfrenta, él menciona que una mujer inteligente, con los brazos de metal lo contrató para robar el fragmento. Durante la batalla Spider-Man 2099 atrapa al Escorpión bajo un coche y reclama el fragmento. Ultimate Spider-Man es retado en aparecer en el reality show de Deadpool. Él maniobra a través del set, mientras que lucha contra los aficionados de Deadpool, destruyendo las cámaras, y evade los maremotos. Cuando enfrenta a Deadpool, se le da un fragmento de la tableta falso. Deadpool a continuación, utiliza el fragmento real para clonarse a sí mismo, atacando a Ultimate Spider-Man. Se las arregla para derrotar a Deadpool y reclamar el fragmento.
En el universo Asombroso, Madame Web recibe un fragmento del Asombroso Spider-Man. Durante el intercambio Mysterio los ataca, amenaza con matar a Madame Web si el Asombroso Spider-Man no le trae los otros fragmentos. Asombroso Spider-Man encuentra el fragmento siguiente en un patio de construcción donde se encuentra a Juggernaut que, sin saberlo agarra el fragmento en la corrida de Silver Sable y el Grupo Salvaje. Juggernaut usa el fragmento para ser más fuerte. Asombroso Spider-Man derrota a Juggernaut y reclama el fragmento. En el Universo Noir, Spider-Man Noir enfrenta a Norman Osborn, quien obtiene una monstruosa apariencia del Duende al usar su fragmento, en un carnaval. Después de una batalla bajo una carpa de circo, Norman es derrotado y Spider-Man recupera su fragmento. En el universo 2099 Spider-Man encuentra a la Doctora Octopus que es la cabeza de la División de Sombra Alchemax, responsable de la creación de Duende y la contratación de Escorpión. Ella utiliza el fragmento para alimentar un reactor utilizado para causar estragos en el mundo. Spider-Man 2099 apaga el reactor y la derrota, recuperando el fragmento. Mientras tanto, en el Universo Ultimate, S.H.I.E.L.D. ha adquirido un fragmento de la tableta y Carnage en el Triskelion, pero Carnage de repente ataca a los agentes y toma el fragmento de la tableta, utilizándolo para convertir a los agentes en secuaces zombi. Cuando Ultimate Spider-Man llega, el Triskelion ya está bajo control de Carnage. Ultimate Spider-Man detiene a Carnage antes de que pueda infectar a otras personas. Después de que Carnage es derrotado, Ultimate Spider-Man toma su último fragmento.
Cuando todos los fragmentos de tabletas son reensamblados, Mysterio usa la tabla para aumentar su poder y convertirse en un Dios. Asombroso Spider-Man y los otros Spider-Men convocados por Madame Web derrotan a Mysterio y lo separan de la Tabla. un Mysterio desesperado trata de recuperar la Tabla del Orden y el Caos, pero los otros Spider-Men lo noquean. Madame Web les agradece por salvar las cuatro realidades. Después de los otros Spider-Men agradecen y regresan a sus propias dimensiones, Asombroso Spider-Man lleva a un Mysterio inconsciente a la cárcel. Madame Web es entonces visitada por Spider-Ham, que tenía la esperanza de ayudar a salvar la realidad, pero respondió a la llamada Madame Web demasiado tarde.

### Personajes
| Universo Amazing                        | Universo Noir                        | Universo 2099                             | Universo Ultimate                           |
| Amazing Spider-Man                      | Spider-Man Noir                      | Spider-Man 2099                           | Ultimate Spider-Man                         |
| Villanos                                |                                      |                                           |                                             |
| - Kraven - Hombre de Arena - Juggernaut | - Hammerhead - Buitre - Duende Verde | - Hobgoblin - Escorpión - Doctora Octopus | - Electro - Deadpool - Carnage              |
| Otros personajes                        |                                      |                                           |                                             |
| - Madame Web - Silver Sable             | - Los Ejecutores                     | - Alchemax - Public Eye                   | - S.H.I.E.L.D. - Spider-Slayer - Spider Ham |
| Villano Principal                       |                                      |                                           |                                             |
| Mysterio                                |                                      |                                           |                                             |

La dimensión Ultimate no está disponible para la versión de Nintendo DS.

## Reparto
- Neil Patrick Harris como Peter Parker/Amazing Spider-Man. Su habilidad principal es la agilidad y utiliza tela de araña en sus golpes.
- Christopher Daniel Barnes como Peter Parker/Spider-Man Noir. Su habilidad es el sigilo y los ataques silenciosos.
- Dan Gilvezan como Miguel O'Hara/Spider-Man 2099. Su habilidad es la velocidad y es el Spider-Man con los ataques más rápidos. Y cuenta con una habilidad especial llamada "Vision Acelerada" en la que él se vuelve más rápido que su entorno y puede esquivar misiles.
- Josh Keaton como Peter Parker/Ultimate Spider-Man. Su habilidad es el poder y/o la fuerza, ya que sus ataques vienen a ser los más dañinos aunque los más lentos. Cuenta con una habilidad llamada "Modo Rabia" que cuando se activa este es más rápido y sus ataques son más ligeros y rápidos, aunque igual de dañinos.
- Stan Lee como Narrador.

## Recepción
Shattered Dimensions recibió críticas muy positivas de los críticos, con calificaciones agregadas reportadas promediando 74% o superior en GameRankings, y Metacritic reportando resultados de 76 de un total de 100. Los revisores en general, elogiaron la idea de traer cuatro universos de Marvel juntos, y elogiaron la actuación de voz. La historia del juego fue recibida a pensamientos mixtos, con algunos críticos que disfrutan el vínculo entre los cuatro universos, y otros afirmando que no había suficiente profundidad para llevar el juego. Los glitches y bugs presentes en el juego también fueron criticados.
En 2014, Dan Slott, el guionista de la serie regular de The Amazing Spider-Man y The Amazing Spider-Man Marvel NOW! declaró que mientras trabajaba en este videojuego, quiso hacerlo a lo grande, creando así Spider-Verse, donde no solo 2 o 4, si no que todos los Spider-Men creados estarán ahí.